# Auguste Louvet
Pour les articles homonymes, voir Louvet.
Auguste Athanase Louvet est un homme politique français né le 16 juillet 1809 à Paris et décédé le 11 février 1876 à Paris.

## Biographie
En 1830, il prend la tête de l'entreprise familiale de commerce de passementerie pour meubles et d'équipements militaires. Juge de commerce en 1857, il est président du tribunal de commerce de la Seine en 1860 et maire du 2e arrondissement de Paris de 1860 à 1863. Il est représentant de la Seine de 1871 à 1876, élu lors des élections complémentaires du 2 juillet 1871 sur la liste de l'Union parisienne de la presse, et siège au centre gauche, chez les républicains conservateurs.

## Sources
- « Auguste Louvet », dans Adolphe Robert et Gaston Cougny, Dictionnaire des parlementaires français, Edgar Bourloton, 1889-1891 [détail de l’édition]